# Hans Wilhelm Hagen
Otto Emil Hans Wilhelm Hagen (Sainte-Marie-aux-Mines, 9 maggio 1907 – Monaco di Baviera, 2 aprile 1969) è stato un giornalista e storico dell'arte tedesco, funzionario del Partito Nazionalsocialista Tedesco dei Lavoratori.

## Biografia
I suoi genitori erano immigrati dal Brandeburgo in Alsazia-Lorena. Nel 1919, la famiglia dovette trasferirsi a Frisinga, poiché l'Alsazia era diventata francese dopo la prima guerra mondiale. Frequentò il ginnasio umanista e poi il ginnasio di Zurigo.
Iniziò poi a studiare letteratura tedesca, filosofia, musica e arte a Zurigo, Berlino e Greifswald. A Zurigo entrò nella confraternita Teutonia Zurich dal 1926 e a Berlino nella confraternita Teutonia Berlin dal 1929. Conseguì il dottorato all'università di Greifswald nel 1931 con una tesi su "Le rielaborazioni di Rilke, un contributo alla psicologia della sua opera poetica". Dal 1932 al 1935 è stato docente presso l'Università di Greifswald sotto la guida del professore Wolfgang Stammler.
Si unì alle SA nel giugno 1933. Durante il rogo di libri a Greifswald e la "Campagna per lo spirito tedesco" agì come "consulente esperto". Dal 1934 lavorò come docente onorario presso l'Ufficio per la promozione della letteratura, supervisionato da Alfred Rosenberg. Membro dello staff del leader delle SA-Sturmbann III/49, iniziò a lavorare come scrittore, scrivendo articoli per il settimanale Das Reich e per il Völkischer Beobachter.
Dal 1935 al 1937 assunse l'incarico di redattore presso il Deutscher Lichtbilddienst, dove vennero prodotte delle opere politico-culturali. Il 2 luglio 1937 fece domanda di adesione allo NSDAP e fu accettato con effetto retroattivo al 1º maggio dello stesso anno (nº 4.158.225). Dal 1937 lavorò come capo del dipartimento di politica culturale della commissione ufficiale di esame del partito nazista (PKK) e nel 1939 lavorò anche come redattore per la sezione cultura presso la Berliner Börsenzeitung.
Durante la seconda guerra mondiale, combatté come pioniere dal 1939 al 1941 e rimase gravemente ferito in Francia. Nel 1941, su richiesta di Joseph Goebbels, divenne consigliere del redattore capo di Das Reich. Nel 1941, attaccò lo scrittore Eberhard Wolfgang Möller sulla rivista Weltliteratur per una poesia, accusandolo di "estetizzare la profanazione dei cadaveri", e fu nuovamente inviato al fronte. Fu promosso tenente nella "Ersatzbrigade Groß-Deutschland" a Cottbus nel marzo 1943.
Dal gennaio 1942 fu responsabile del sistema di proibizione, del controllo delle importazioni di libri e della bibliografia nazionale presso il Ministero del Reich per l'Illuminazione Popolare e la Propaganda, facendo riferimento al capo dell'ufficio principale, Karl Heinz Hederich. Nel 1944, per un anno, gli fu chiesto di compilare uno studio sulla storia letteraria tedesca per la Cancelleria del partito.
Poco tempo dopo, a causa di una ferita, divenne ufficiale d'ordine nello staff del battaglione di guardia di Berlino "Großdeutschland". Servì come tenente sotto Otto Ernst Remer, contribuì in modo significativo a sedare la rivolta del 20 luglio 1944, non eseguendo gli ordini dell'operazione Valchiria e stabilendo un legame tra Remer e Goebbels, motivo per cui fu promosso capitano nell'agosto 1944.
Dopo la seconda guerra mondiale fu processato in relazione al suo coinvolgimento nei fatti del 20 luglio 1944, ma non fu condannato. Tra le altre cose, lavorò come redattore per i giornali Deutsche Wochenzeitung e Deutsche Nachrichten, pubblicati dalla NPD. Fu attivo nelle organizzazioni Deutsches Kulturwerk Europäischen Geistes (DKEG), di stampo neonazista, e nella Gesellschaft für freie Publizistik, di estrema destra. Nel 1958 pubblicò un libro autobiografico sugli eventi del 20 luglio 1944 intitolato Zwischen Eid und Befehl.
Nel 1960 ha ricevuto l'"Anello d'onore per la poesia tedesca" della DKEG. Dopo aver reso servizi eccezionali allo sviluppo culturale della confraternita Arminia di Monaco, ne è diventato membro nel 1962.

## Opere
- Rilkes Umarbeitungen. Ein Beitrag zur Psychologie seines dichterischen Schaffens - Form und Geist, Lipsia, 1931 (Arbeiten zur germanischen Philologie Bd. 24).
- Deutsche Dichtung in der Entscheidung der Gegenwart, Berlino, 1938.
- Der Schicksalsweg der deutschen Dichtung, Berlino, 1938.
- Durchbruch zur neuen Mitte. Drei Studien zur Überwindung der Kultur-Krise, Monaco di Baviera, 1957.
- Zwischen Eid und Befehl. Tatzeugenbericht von den Ereignissen am 20. Juli 1944, Monaco di Baviera, 1958.
- Unvergeßliche Bilder. Deutsche Maler aus sechs Jahrhunderten, Leoni am Starnberger See, 1959.
- Musikalisches Opfer. Ein Altar in Worten mit vier Seitentafeln um den Mittelschrein, Monaco di Baviera, 1960.
- Ein Blick hinter die Dinge. Die tiefere Oktave. Zwölf Begegnungen, Monaco di Baviera, 1962.
- Ein Beispiel der Befreiung, Monaco di Baviera, 1967.

## Nella cultura di massa
- Operazione Valchiria, regia di Bryan Singer (2008), interpretato da Florian Panzner.